# 陈先
陈先（1919年12月—2018年9月1日），浙江宁波人，中华人民共和国国家计划委员会统计局、国家统计局局长。

## 生平
陈先祖居浙江鄞县姜山镇。1919年12月，陈先出生于浙江宁波城区。曾就读于星荫小学。小学毕业后曾入钱庄做学徒，业余补习英语、数学、经济学。1939年，同7名宁波青年一起赴皖南加入新四军教导队。1940年，陈先加入中国共产党。后来历任淮南第一货物检查处处长，华中第三行政区货物管理局局长，华东建设大学（山东大学和华中建设大学于1948年2月合并成立的大学）财经系主任。后任山东省烟台市工商局局长。
1949年5月，陈先参与上海市接管工作，曾任上海市军事管制委员会金融处“小五行”特派员，负责联系中国通商银行、新华银行、国贸银行、招商银行、四明银行。后调到福建省，历任中国人民银行福建省分行副行长，福建省财经委员会副秘书长，华东财经委员会计划局副局长。
1954年陈先调入北京，参与中国经济统计工作，历任中华人民共和国国家计划委员会（简称“国家计委”）综合局副局长、局长。
1974年9月，陈先出任国家计委统计局局长。1978年12月，中华人民共和国国家统计局挂牌成立，陈先任局长，任至1981年10月。
1981年8月起，陈先先后任国家计委副主任、党组副书记、常务副主任。1986年7月，退出领导岗位，出任国家计委顾问。此后曾任国务院物价小组组长，还曾任国家计委计划研究中心总干事、经济研究所研究员。
1985年10月，出任国务院宁波经济开发区协调小组副组长。是宁波经促会名誉会长。1990年至2005年，担任中国信息协会会长。他还曾任中国人民大学兼职教授。
陈先是第七届全国人大常委会委员，中共十二大代表。
2018年9月1日，於北京逝世，享壽99歲。

## 著作
- 《中国经济年鉴》（副主编）[3]
- 《计划工作手册》（主编）[3]
- 《陈先选集》，1999年
- 《九十纪行》，2010年，宋平题写书名，中国计划出版社出版，是研究中国经济从计划经济体制向市场经济体制过渡的权威著作[6]